# ジュリアス・シーザー (1953年の映画)
『ジュリアス・シーザー』（Julius Caesar）は、1953年のアメリカ合衆国の歴史映画。
ウィリアム・シェイクスピアの戯曲『ジュリアス・シーザー』の映画化作品。監督は、ジョーゼフ・L・マンキーウィッツ。
マーロン・ブランド、ジェームズ・メイスン、ジョン・ギールグッド、ルイス・カルハーン、エドモンド・オブライエン、グリア・ガースン、デボラ・カーら、当時の豪華キャストで制作された。
1953年のアカデミー賞の美術賞（白黒）を受賞している。

## ストーリー
紀元前44年のローマ。ジュリアス・シーザーは終身独裁官となり、市民の圧倒的支持を集めていたが、共和派のカシアスたちは危機感を抱く。シーザーは競技場に向かう途中、占い師から「3月15日に気をつけろ」と忠告されるが無視する。3月14日の激しい嵐の夜、シーザーの側近ブルータスの元にカシアスたちが集まり、シーザー暗殺を持ち掛ける。ブルータスの物思いに沈むのを気遣う妻のポーシャ。
3月15日、シーザーは悪夢を見た妻カルプルニアの反対を押し切って元老院に行き、刺殺される。ブルータスはローマ市民の前で暗殺の正当性を訴え支持されるが、アントニーがシーザーを称え、熱弁をふるうと、市民はアントニー側につき暴動を起こす。
ブルータスたちはローマを離れ、シーザーの養子オクタビアスとアントニーが政治の実権を握る。ブルータスとカシアスは謀反人となり関係も悪くなるが、ポーシャの自殺の報を聞いて、一致団結する。
アントニーは暗殺者たちを討伐するため兵を進める。フィリッピの戦いで敗れたブルータスは従者に命じて自分を刺殺させる。ブルータスの遺体と対面したアントニーは、彼の高潔な人格を称えて手厚く葬ると宣言する。

## キャスト
- アントニー - マーロン・ブランド
- ブルータス - ジェームズ・メイソン
- カシアス - ジョン・ギールグッド
- ジュリアス・シーザー - ルイス・カルハーン
- カスカ（英語版） - エドモンド・オブライエン
- カルプルニア（英語版） - グリア・ガーソン
- ポーシャ（英語版） - デボラ・カー

## 作品の評価

### 映画批評家によるレビュー
Rotten Tomatoesによれば、22件の評論のうち高評価は95%にあたる21件で、平均点は10点満点中7.8点、批評家の一致した見解は「素晴らしいキャストがシェイクスピアの裏切りと報復の物語を体現しており、マーロン・ブランドがその吟遊詩人（シェイクスピア）の言葉を生き生きと巧みに操っている。」となっている。

### 受賞歴
| 賞                    | 部門                   | 対象者                                                                                                 | 結果       |
| --------------------- | ---------------------- | --- | ---------- |
| 第26回アカデミー賞    | 作品賞                 | | ノミネート |
| 第26回アカデミー賞    | 主演男優賞             | マーロン・ブランド                                                                                     | ノミネート |
| 第26回アカデミー賞    | ドラマ・コメディ音楽賞 | ミクロス・ローザ                                                                                       | ノミネート |
| 第26回アカデミー賞    | 美術監督賞（白黒）     | - 美術：セドリック・ギボンズ、エドワード・カーファグノ - 装置：エドウィン・B・ウィリス、ヒュー・ハント | 受賞       |
| 第26回アカデミー賞    | 撮影書（白黒）         | ジョセフ・ルッテンバーグ                                                                               | ノミネート |
| 第7回英国アカデミー賞 | 作品賞                 | | ノミネート |
| 第7回英国アカデミー賞 | 英国男優賞             | ジョン・ギールグッド                                                                                   | 受賞       |
| 第7回英国アカデミー賞 | 外国男優賞             | マーロン・ブランド                                                                                     | 受賞       |